# Dithecodes mys
Dithecodes mys là một loài bướm đêm trong họ Geometridae.